# Hauptstraße C22
Die Hauptstraße C22 im Osten Namibias zweigt bei Aranos von der Hauptstraße C20 ab und führt in nördlicher Richtung über Aminuis (ab Onderombapa asphaltiert) nach Gobabis, wo sie die Nationalstraße B6 kreuzt. Von dort wurde sie im April 2018 im Abschnitt bis Okondjatu durch die Nationalstraße B14 ersetzt. Westlich von Okondjatu führt die C22 bis Otjiwarongo, bis sie in die Nationalstraße B1 einmündet.